# Netelia smithii
Netelia smithii là một loài tò vò trong họ Ichneumonidae.